# José de Armendáriz
José de Armendáriz y Perurena, secondo la grafia basca moderna Josef Armendaritz Perurena, primo marchese di Castelfuerte (Ribaforada, 1670 – Madrid, 1740 circa), è stato un militare ed amministratore coloniale spagnolo.
Dal 14 maggio 1724 al 4 febbraio 1736 fu viceré del Perù.

## Inizio della carriera
Si arruolò nell'esercito e combatté nella guerra di successione spagnola dalla parte di Filippo V di Spagna. Fu impegnato anche nelle campagne di Napoli, Sardegna, Rosellón e Catalogna, oltre che nell'assedio di Gibilterra. Filippo gli concesse il titolo di marchese di Castelfuerte il 5 giugno 1711. Fu governatore di Tarragona e capitano generale di Gipuzkoa. Fu membro dell'Ordine del Toson d'oro e dell'Ordine di Santiago.

## Viceré del Perù
Nel 1723 Filippo lo nominò viceré del Perù, posizione che assunse nel maggio dell'anno successivo. Il suo governo si distinse per una campagna contro frodi e corruzione all'interno del governo, e per le riforme della tesoreria reale e della raccolta delle tasse. Si impegnò per il rafforzamento della mita, il lavoro forzato degli indigeni nelle miniere d'argento, stimolando quindi la produzione di metalli. Imprigionò il conte di San Juan de Lurigancho, direttore della zecca, ed il suo assistente per la produzione di monete false. Per combattere il contrabbando (soprattutto d'argento) riorganizzò la marina e fortificò le coste.
Ristabilì il sistema secondo il quale i nobili Inca che erano in grado di provare la propria discendenza potevano essere riconosciuti come hijosdalgo di Castiglia. Questo portò ad un'attività frenetica della nobiltà locale nel tentativo di veder riconosciuto il proprio status sociale.
Nel 1724 la società di Lima scoprì una bevanda esotica, il caffè.

## La rivolta dei Comuneros in Paraguay
In questo periodo scoppiò la Rivolta dei Comuneros in Paraguay. Il governatore del Paraguay, Diego de los Reyes Balmaceda, era un impopolare sostenitore dei gesuiti. Un predecessore del viceré Armendáriz, Carmine Nicolao Caracciolo, aveva mandato un ispettore nel 1721 per investigare. L'ispettore era José de Antequera y Castro. Antequera conquistò il supporto dei comuneros, contrastò l'autorità reale, imprigionò Reyes Balmaceda ed espulse i gesuiti. I gesuiti non erano amati perché proteggevano molti indiani dal lavoro forzato. Antequera sconfisse un gruppo di fedeli al re a Buenos Aires, comandati da García Ros.
Nel 1724 Armendáriz, ora vieré di Lima, ordinò che il governatore di Buenos Aires Bruno Mauricio de Zabala sedasse la ribellione spedendo Antequera a Lima per il processo. I seguaci di Antequera lo abbandonarono, ed egli fu costretto a fuggire in un convento a Cordóba nel marzo del 1725. Fu arrestato a Chuquisaca nel Charcas, e portato a Lima. Fu infine processato e, nel 1731, decapitato. Un'altra rivolta stava però scoppiando il Paraguay nel 1730, stavolta guidata da Fernando Mompó de Zayas. Mompó sosteneva la sovranità del popolo sul re.
Armendáriz affrontò la ribellione. La prima rivolta dei Chiriguano, guidati da Aruma, si ebbe nel 1727. Nel 1730 ci fu un'insurrezione ad Oropesa guidata dal mestizo Alejo Calatayud.

## Fine del mandato
Nel 1736 Armendáriz lasciò l'incarico al successore, Antonio José de Mendoza Caamaño y Sotomayor. L'ex-viceré tornò in Spagna divenendo capitano della guardia reale. Morì nel 1740 senza lasciare eredi.